# Giovanni Calibita
Giovanni Calibita (Roma, V secolo – Costantinopoli, 450 circa) fu un monaco di origine romana trasferitosi a Costantinopoli dove visse in estrema povertà da eremita; è venerato come santo dalla Chiesa cattolica.

## Agiografia

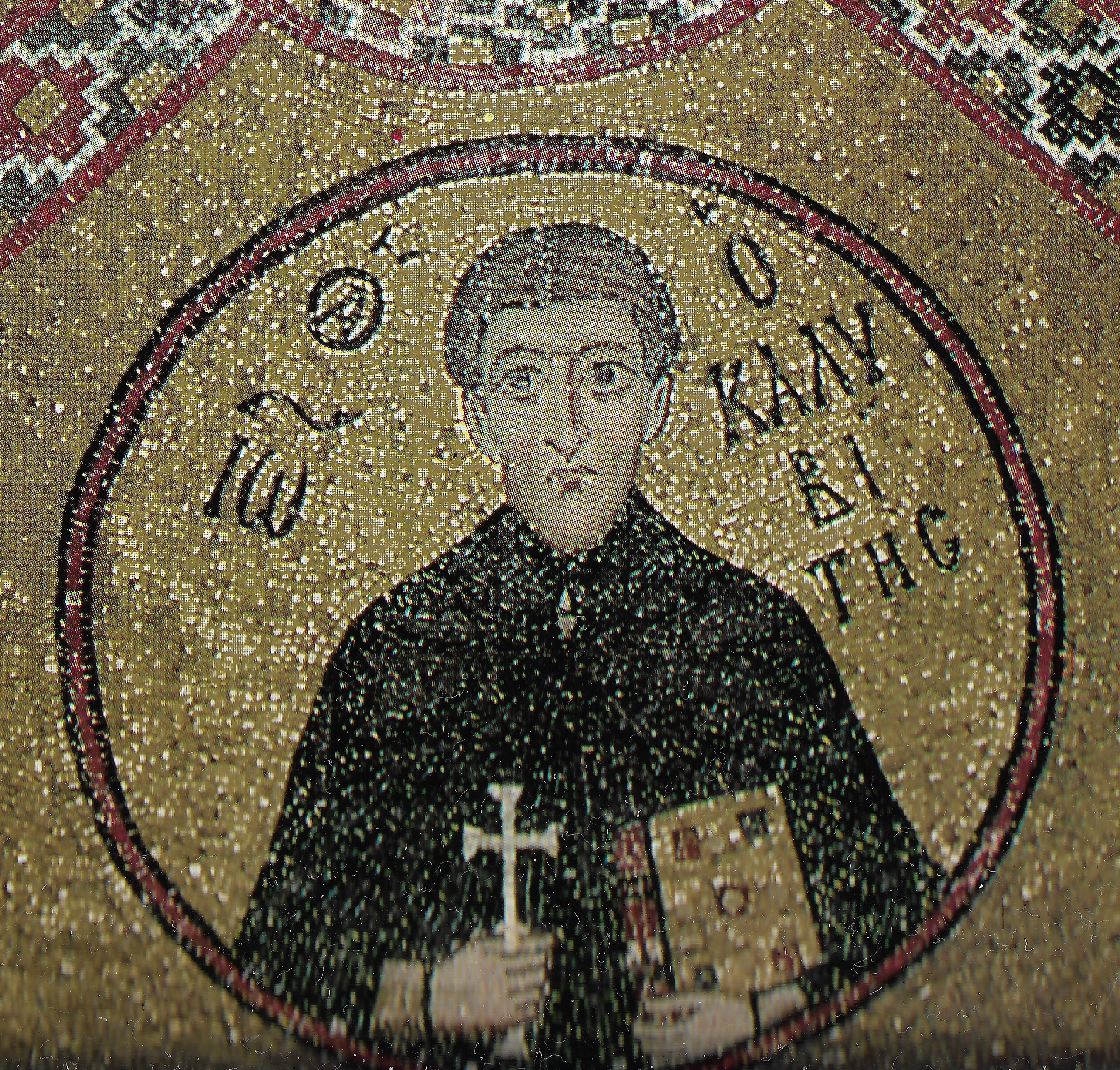
Mosaico raffigurante san Giovanni Calibita nel monastero di San Luca in Beozia

Secondo una passio leggendaria, che ha molti punti in comune con quelle dei santi Alessio e Onesimo, Giovanni era un fanciullo di nobile famiglia romana: fuggito dalla casa paterna, si ritirò nei pressi di Costantinopoli e si fece religioso tra i monaci acemeti.
In seguito ritornò ad abitare nella propria casa, senza essere riconosciuto dai suoi, vivendo in un misero tugurio (in greco kalýbe, donde l'appellativo di "Calibita"), e rivelò la sua identità solo quando sentì avvicinarsi la morte.
Il suo rifugio a Costantinopoli venne trasformato in chiesa. Il vescovo Formoso, prima di divenire papa, gli fece erigere una chiesa anche a Roma, sull'Isola Tiberina: all'edificio venne poi annesso un monastero benedettino, affidato da papa Gregorio XIII all'Ordine di San Giovanni di Dio (1584) che ne fece un ospedale, oggi Ospedale San Giovanni Calibita Fatebenefratelli.

## Culto
La memoria liturgica è il 15 gennaio.
(Martirologio Romano)
È il santo patrono del comune di Caloveto (CS).